# Andrews légitámaszpont
Az Andrews légitámaszpont (Joint Base Andrews Naval Air Facility Washington, korábban Andrews Air Force Base) az amerikai légierõ egyik támaszpontja Marylandben, 12 kilométerre keletre Washingtontól.

## Története
Az állandó repülőtér építését Franklin D. Roosevelt elnök rendelte el 1942 augusztusában. A Camp Springs katonai repülőtér 1943. május másodikán kezdte meg működését, az első P–47-es vadászrepülőgépek megérkezésével. Elsődleges célja a vadászpilóták kiképzése volt a tengerentúli hadszíntérre. 1945-ben változtatták meg a nevét Andrews repülőtérre, Frank M. Andrews altábornagy, a légierő egyik alapítója után, aki a reptér megnyitását követő napon vesztette életét egy repülőgép szerencsétlenségben. Majd miután a légierő különvált a hadseregtől 1947-ben, a nevét Andrews Légitámaszpontra változtatták.
A bázis 1962 márciusában lett hivatalosan a mindenkori Air Force One otthona, így az elnöki különgéppé alakított két VC–25A repülőgépet itt tárolják.